# Joseph Cassidy
Joseph Cassidy, né le 29 octobre 1933 à Charlestown (Irlande) et mort le 31 janvier 2013 à Ballinasloe, est un prélat catholique irlandais.

## Biographie
Joseph Cassiy est ordonné prêtre en 1959. En 1979, il est nommé évêque-coadjuteur et puis évêque de Clonfert et consacré le 23 septembre 1979 par Gaetano Alibrandi avec comme co-consécrateurs Joseph Cunnane (en) et Thomas Flynn. Cassidy est nommé archevêque de Tuam en  1987 et il prend sa retraite en 1994.

## Succession apostolique
Joseph Cassidy a ordonné les évêques suivants :
- Archevêque Michael Neary (en) (1992)